# Kanton Tisaleo

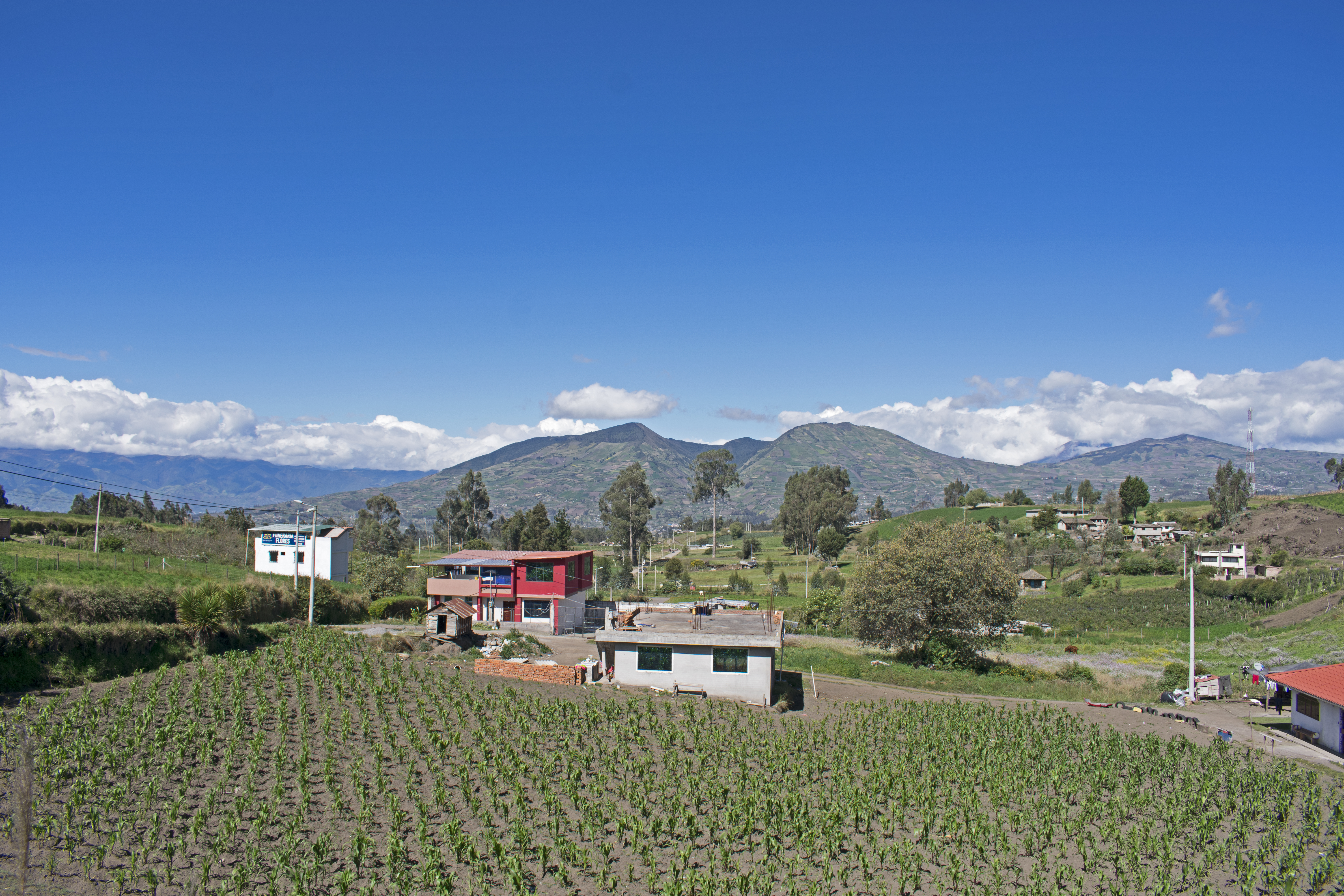
Bergen von Quinchicoto ausgesehen

Der Kanton Tisaleo befindet sich in der Provinz Tungurahua zentral in Ecuador. Er besitzt eine Fläche von 59 km². Im Jahr 2022 lag die Einwohnerzahl bei rund 13.900 Verwaltungssitz des Kantons ist die Ortschaft Tisaleo mit 1269 Einwohnern (Stand 2010).

## Lage
Der Kanton Tisaleo liegt südwestzentral in der Provinz Tungurahua. Das Gebiet liegt im Hochtal der Anden 10 km südsüdwestlich der Provinzhauptstadt Ambato.
Der Kanton Tisaleo grenzt im Norden an den Kanton Ambato, im Osten an den Kanton Mocha und im Süden an den Kanton Guano der Provinz Chimborazo.

## Verwaltungsgliederung
Der Kanton Tisaleo ist in die Parroquia urbana („städtisches Kirchspiel“)
- Tisaleo

und in die Parroquia rural („ländliches Kirchspiel“)
- Quinchicoto

gegliedert.

## Geschichte
Der Kanton Tisaleo wurde am 17. November 1987 gegründet.
Entwicklung der Einwohnerzahl im Kanton Tisaleo bei landesweiten Volkszählungen zum jeweiligen Gebietsstand:
| Jahr                    | Einwohner | +/-    |
| ----------------------- | --------- | ------ |
| 1990                    | 9.165     | –      |
| 2001                    | 10.525    | 14,8 % |
| 2010                    | 12.137    | 15,3 % |
| 2022                    | 13.910    | 14,6 % |
| Datenherkunft: Wikidata |           |        |